# 시트론
시트론(citron, 학명: Citrus medica 키트루스 메디카[*])은 운향과의 과일 나무(상록 관목 또는 소교목)이다. 원산지는 히말라야 및 그 주변, 북인도에서 남중국에 이르는 지역이다.
시트론 류는 꽃이 피기 전 봉오리가 닫힌 상태에서 자기 꽃의 꽃가루가 자기 암술에 수분되는 자가수정인 폐화수정을 통해 번식하기 때문에, 동형접합성이 높고 이형접합성이 낮아 여러 교잡종의 부계 조상이 된다. 불수감과 에트로그 류 등 서로 형태가 크게 다른 많은 시트론 재배종·품종이 교잡종이 아니라 유전적으로 순수한 시트론인 것으로 밝혀졌으나, 피렌체시트론 등 일부는 교잡종으로 추정된다.
시트론은 크게 세 부류로 나눌 수 있다. 첫 번째는 중국 원산의 씨와 섬유가 있는 시트론이며, 두 번째는 불수감으로도 불리는 씨가 없는 손가락 모양 시트론으로서 역시 중국 원산이다. 세 번째는 에트로그 등의 이름으로도 알려져 있는 지중해 지역의 시트론인데, 원산지인 인도에서 건너간 것으로 추정된다.

## 사진

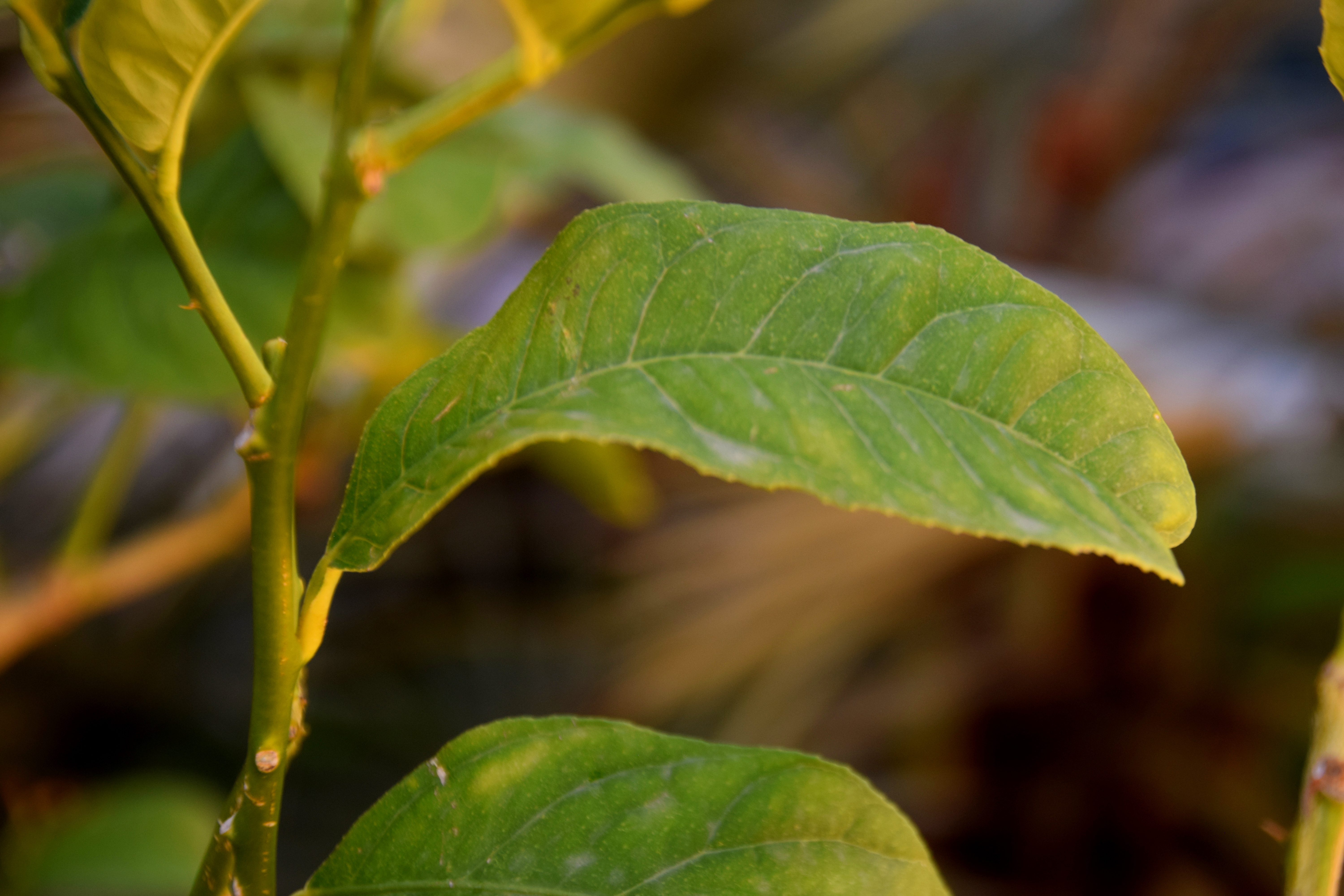
잎
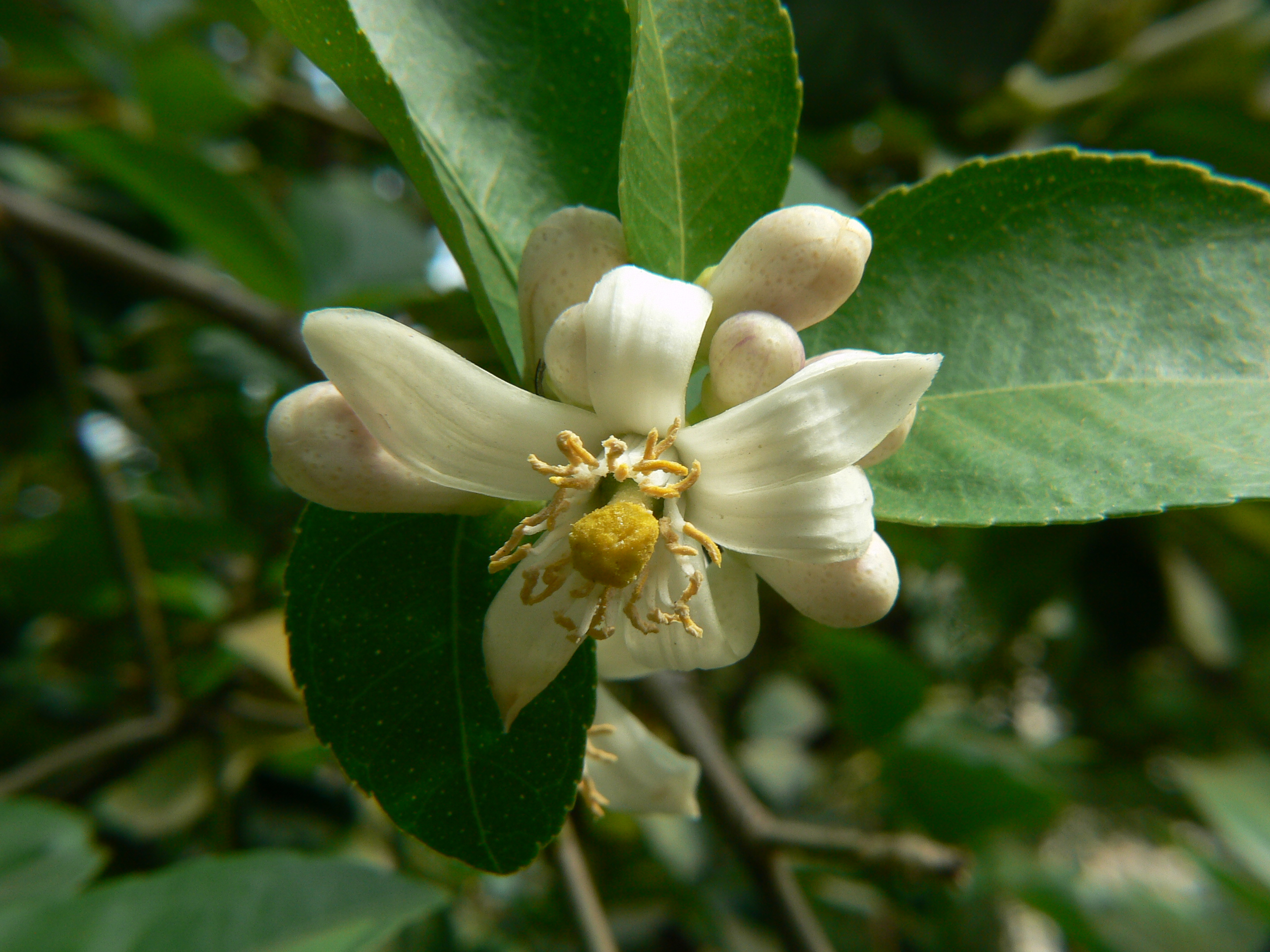
꽃
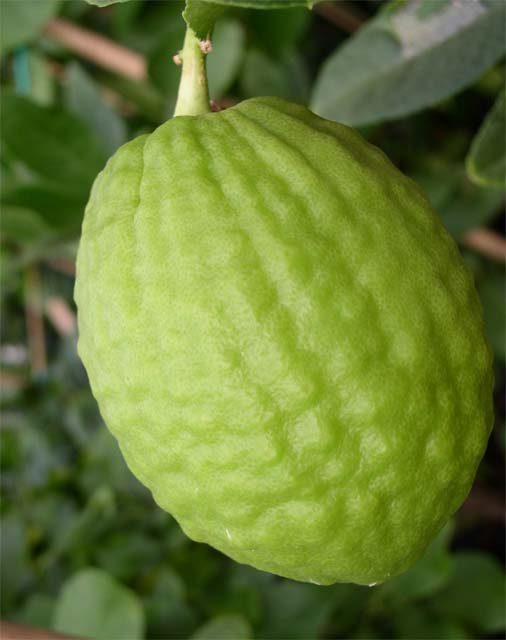
열매
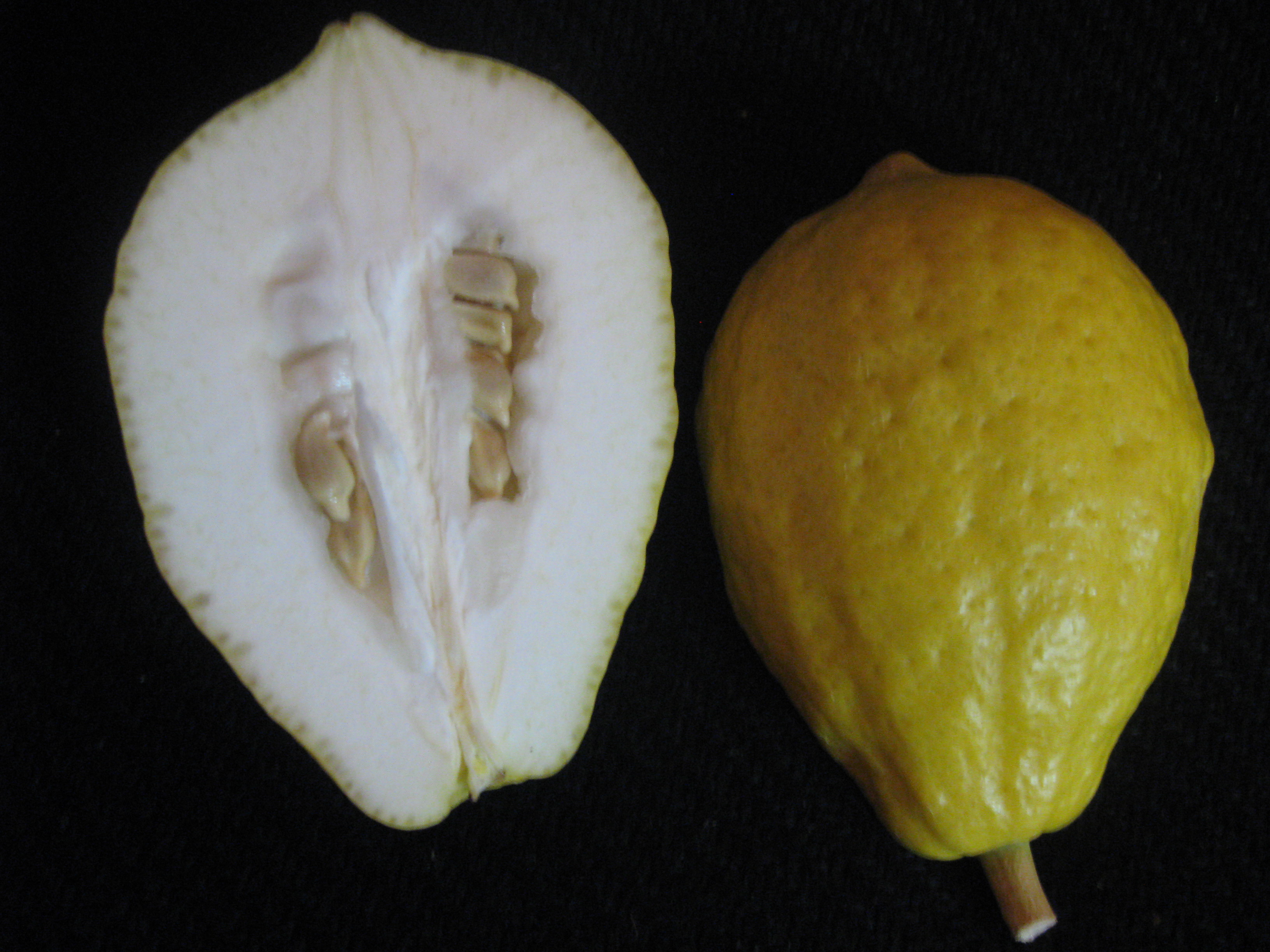
열매 단면
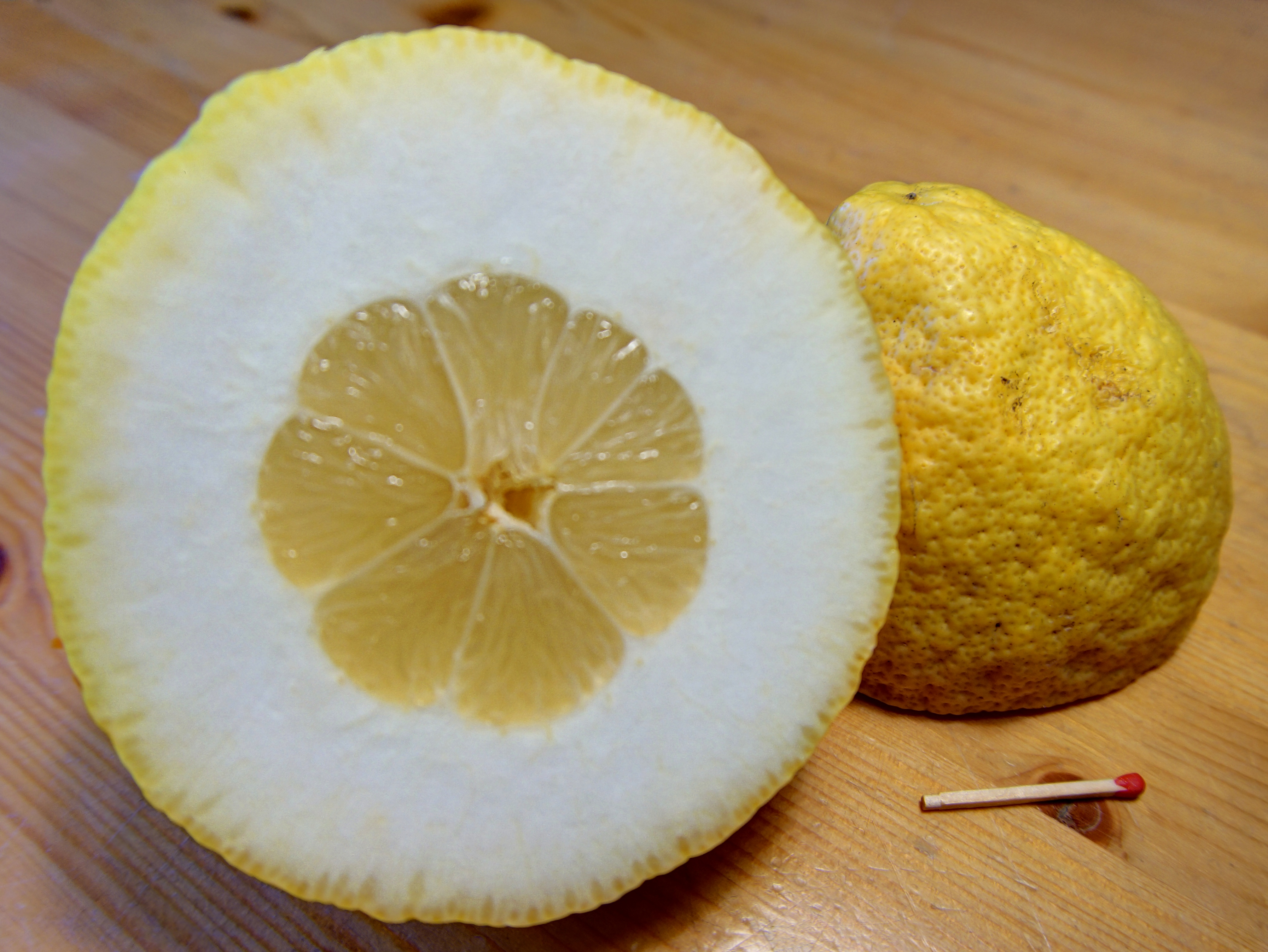
열매 단면
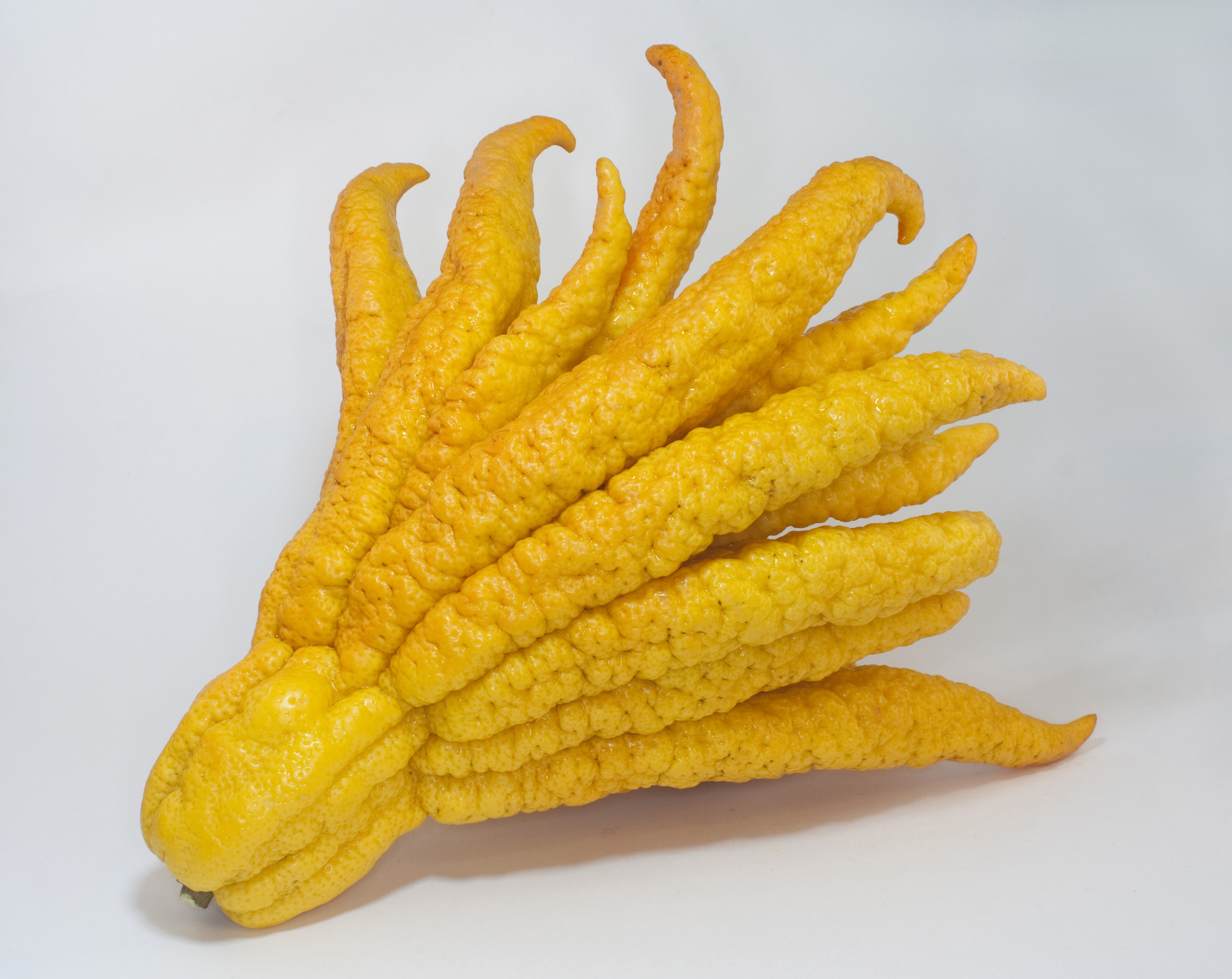
불수감
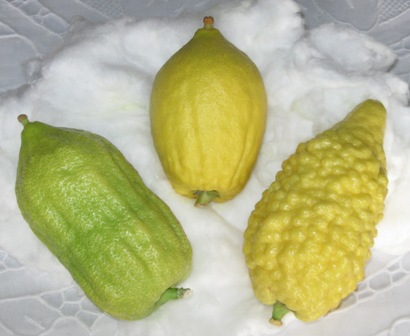
여러 가지 에트로그

## 같이 보기
- 불수감